# Pecado ancestral
Pecado ancestral, pecado geracional ou culpa ancestral (Koiné grego: προπατορικὴ ἁμαρτία; προπατορικὸν ἁμαρτία; προγονικὴ ἁμαρτία), também chamado de maldição hereditária, é a doutrina de que os indivíduos herdam o julgamento pelo pecado de seus antepassados. Existe principalmente como um conceito nas religiões mediterrâneas (por exemplo, na hamartiologia cristã); o pecado geracional é referenciado na Bíblia em Êxodo 20:5.
O estudioso clássico Martin West faz uma distinção entre uma maldição ancestral e uma culpa herdada, punição, adversidade ou corrupção genética.

## Antecedentes
A discussão mais detalhada do conceito é encontrada em De decem dubitationibus circa Providentiam, de Proclo, um manual propedêutico para estudantes da Academia Neoplatônica de Atenas. Proclo deixa claro que o conceito é de antiguidade sagrada, e dar sentido ao aparente paradoxo é apresentado como uma defesa da religião grega antiga. O ponto principal é que uma cidade ou uma família deve ser vista como um único ser vivo (em latim: animal unum; em grego: zoion hen), mais sagrado do que qualquer vida humana individual.
A doutrina da falha ancestral é igualmente apresentada como uma tradição de antiguidade imemorial na religião grega antiga por Celso em sua Verdadeira Doutrina, uma polêmica contra o cristianismo. Celso é citado como atribuindo a "um sacerdote de Apolo ou de Zeus" o ditado de que "os moinhos dos deuses moem lentamente, até mesmo para os filhos dos filhos, e para aqueles que nascerem depois deles". A ideia da justiça divina assumindo a forma de punição coletiva também é onipresente na Bíblia hebraica, por ex. as Dez pragas do Egito, a destruição de Siquém, etc., e mais notavelmente as punições recorrentes infligidas aos israelitas por abandonarem o javismo.

## Ensinamentos por religião

### No cristianismo
A Bíblia fala do pecado geracional em Êxodo 20:5, que afirma que "as iniquidades dos pais recaem sobre os filhos e filhas - até a terceira e quarta geração". Este conceito implica que "questões não resolvidas são transmitidas de geração em geração", mas que "Jesus é o quebrador da escravidão... [e] Ele é capaz de quebrar o ciclo desta maldição, mas apenas se quisermos que Ele o faça".
A doutrina cristã formalizada do pecado original é uma extensão direta do conceito de pecado ancestral (imaginado como infligido a uma série de gerações sucessivas), argumentando que o pecado de Adão e Eva é infligido a todos os seus descendentes indefinidamente, ou seja, a todo ser humano. Foi desenvolvida pela primeira vez no século II por Irineu, bispo de Lyon, em sua luta contra o gnosticismo. Irineu contrastou sua doutrina com a visão de que a Queda foi um passo de Adão na direção errada, com quem, acreditava Irineu, seus descendentes tinham alguma solidariedade ou identidade.